# 山田塔子
山田 塔子（やまだ とうこ）は、日本の映像作家、アニメーター。
主に、NHKの音楽番組「みんなのうた」などのアニメーションを制作している。

## 作成作品一覧

### みんなのうた
- ◆は、5分間1曲枠の楽曲（ロングのうた）。
- そっくりハウス / 谷山浩子（2002年10月・11月放送）